# Varma Kalai
Le Varma Kalai est un art martial originaire du Tamil Nadu (marma kalai en tamoul).
Littéralement, « Varma Kalai » signifie l'« Art des points vitaux », qui vient du mot tamil Marmam désignant des  points vulnérables du corps, les articulations, ou les organes vitaux. Et du mot Kalai signifiant art.
Le varma kalai est synonyme de verumkai désignant la dernière partie de l'enseignement. On y apprend l'utilisation de points sensibles du corps à la fois pour combattre et pour soigner.
L'étude de cet art ne se résume pas à apprendre des techniques de combat mais vise à former des individus sains et équilibrés.
Il est une composante traditionnelle de massage, la médecine et les arts martiaux dans lequel les points de pression du corps (Varma ou marma) sont manipulés pour guérir ou causer des dommages. L'application de guérison appelé vaidhiya murai est utilisé pour traiter des patients souffrant de paralysie, troubles nerveux, la spondylarthrite et d'autres conditions. Son application au combat est connu comme adi de varma ou marma adi, ce qui signifie "point de pression frappante". Habituellement enseigné comme un aspect de pointe des systèmes de combat indiens sans armes, les frappes sont ciblées sur les nerfs, les veines, les tendons, les organes et les articulations des os.

## Les points vitaux
Les points vitaux utilisé en combat dans les arts martiaux dravidiens sont les zones du corps bien connu de tous les arts martiaux comme la nuque, la pomme d'adam, les tempes, certaines vertèbres, le plexus, l'estomac, la base du nez, les articulations, etc.

## Médicinal et thérapeutique
Plusieurs types de maladies ou de troubles peuvent être corrigés par varma kalai, tels que les troubles des nerfs, l'arthrite, la spondylarthrite, les maladies de la peau, les os spinaux ou la moelle épinière corrective et bien d'autres.